# Stogumber
Stogumber – wieś w Anglii, w hrabstwie Somerset, w dystrykcie (unitary authority) Somerset. Leży 62 km na południowy zachód od miasta Bristol i 225 km na zachód od Londynu. W 2001 miejscowość liczyła 672 mieszkańców. W miejscowości znajduje się stacja zabytkowej kolei West Somerset Railway.